# بيل غرين (لاعب كرة سلة)
بيل غرين (8 ديسمبر 1940 في الولايات المتحدة - 15 مارس 1994) (بالإنجليزية: Bill Green)‏ هو لاعب كرة سلة أمريكي في مركز هجوم صغير الجسم.

## وصلات خارجية
- بيل غرين على موقع سبورتس رفرنس (الإنجليزية)
- بيل غرين على موقع كلية كرة السلة في سبورتس رفرنس.كوم (الإنجليزية)
- بيل غرين على موقع ريلجم (الإنجليزية)